# Oued M'Zi
Oued M'Zi là một đô thị thuộc tỉnh Laghouat, Algérie. Dân số thời điểm năm 2002 là 1.786 người.